# Lista de singles número um na Korea K-Pop Hot 100 em 2013
Esta é uma lista dos singles número um na Billboard Korea K-Pop Hot 100 em 2013.

## História da parada
| Data            | Canção                       | Artista(s)                       | Semanas como número um | Ref.   |
| --------------- | ---------------------------- | -------------------------------- | ---------------------- | ------ |
| 5 de janeiro    | "Return"                     | Lee Seung-gi                     | 6                      | [ 1 ]  |
| 19 de janeiro   | "I Got a Boy"                | Girls' Generation                | 2                      | [ 2 ]  |
| 2 de fevereiro  | "Shower of Tears"            | BAE CHI GI feat. Ailee           | 2                      | [ 3 ]  |
| 16 de fevereiro | "Gone Not Around Any Longer" | Sistar19                         | 4                      | [ 4 ]  |
| 16 de março     | "Snow Flower"                | Gummy                            | 2                      | [ 5 ]  |
| 30 de março     | "And One"                    | Taeyeon                          | 1                      | [ 6 ]  |
| 6 de abril      | "Cherry Blossom Ending"      | Busker Busker                    | 1                      | [ 7 ]  |
| 13 de abril     | "Rose"                       | Lee Hi                           | 1                      | [ 8 ]  |
| 20 de abril     | "Love Blossom"               | K.Will                           | 1                      | [ 9 ]  |
| 27 de abril     | "Gentleman"                  | Psy                              | 1                      | [ 10 ] |
| 4 de maio       | "Bounce"                     | Cho Yong-pil                     | 1                      | [ 11 ] |
| 11 de maio      | "Bom Bom Bom"                | Roy Kim                          | 3                      | [ 12 ] |
| 1º de junho     | "What's Your Name"           | 4Minute                          | 1                      | [ 13 ] |
| 8 de junho      | "Bad Girls"                  | Lee Hyori                        | 1                      | [ 14 ] |
| 15 de junho     | "Will You Be Alright?"       | BEAST                            | 1                      | [ 15 ] |
| 22 de junho     | "Only You"                   | 4Men                             | 1                      | [ 16 ] |
| 29 de junho     | "Give It to Me"              | Sistar                           | 1                      | [ 17 ] |
| 6 de julho      | "My Love"                    | Lee Seung-Cheol                  | 1                      | [ 18 ] |
| 13 de julho     | "Give It to Me"              | Sistar                           | 1                      | [ 19 ] |
| 20 de julho     | "Missing You Today"          | Davichi                          | 2                      | [ 20 ] |
| 3 de agosto     | "U&I"                        | Ailee                            | 2                      | [ 21 ] |
| 17 de agosto    | "Rum Pum Pum Pum"            | f(x)                             | 1                      | [ 22 ] |
| 24 de agosto    | "Bar Bar Bar"                | Crayon Pop                       | 1                      | [ 23 ] |
| 7 de setembro   | "Crazy of You"               | Hyolyn                           | 1                      | [ 24 ] |
| 14 de setembro  | "Touch Love"                 | Yoon Mi Rae (T)                  | 3                      | [ 25 ] |
| 5 de outubro    | "Stupid In Love"             | Soyu                             | 1                      | [ 26 ] |
| 12 de outubro   | "Love, At First"             | Busker Busker                    | 2                      | [ 27 ] |
| 26 de outubro   | "The Red Shoes"              | IU                               | 2                      | [ 28 ] |
| 9 de novembro   | "You don`t know love"        | K.Will                           | 1                      | [ 29 ] |
| 16 de novembro  | "Now"                        | Trouble Maker                    | 1                      | [ 30 ] |
| 23 de novembro  | "I Got C"                    | Myung Soo & Primary              | 1                      | [ 31 ] |
| 30 de novembro  | "The Letter"                 | Davichi                          | 1                      | [ 32 ] |
| 7 de dezembro   | "Break Up Dinner"            | San E (Feat. Sanchez of Phantom) | 1                      | [ 33 ] |
| 14 de dezembro  | "One Way Love"               | Hyolyn                           | 1                      | [ 34 ] |
| 21 de dezembro  | "Loved You"                  | Seo In-guk                       | 1                      | [ 35 ] |
| 28 de dezembro  | "Winter Confession"          | Sung Si-kyung                    | 1                      | [ 36 ] |